# Fairview (Kalifornia)
Fairview statisztikai település az USA Kalifornia államában, Alameda megyében. Lakosainak száma 11 341 fő (2020. április 1.).